# Rodolfo da Ponte
Rodolfo Alfredo da Ponte (ur. 26 listopada 1938 w Asunción, zm. 6 kwietnia 2021 tamże) – paragwajski szermierz, pierwszy reprezentant kraju na igrzyskach olimpijskich. Ojciec Enzo, również szermierza.

## Życiorys
Pochodził z włoskiej rodziny, która od pokoleń praktykowała szermierkę – dziadek i ojciec byli trenerami tej dyscypliny. 
Da Ponte jest pierwszym w historii reprezentantem Paragwaju na igrzyskach olimpijskich, choć pierwotnie nie miał na nich wystąpić. Wskutek wycofania się z zawodów paragwajskich wioślarzy, da Ponte został wybrany do reprezentowania kraju na zawodach w Meksyku (1968), do którego przyleciał w dniu ceremonii otwarcia igrzysk wraz ze swoim ojcem i trenerem Rodolfo Ítalo. Wystartował we florecie (był wówczas mistrzem Ameryki Południowej w tej konkurencji). Odpadł jednak w pierwszej rundzie rozgrywek – przegrał wszystkie 5 pojedynków w fazie grupowej. Był również chorążym reprezentacji podczas ceremonii otwarcia igrzysk. Na Letnie Igrzyska Olimpijskie 1992 wyjechał jako trener swojego syna Enzo.
Honorowy obywatel Asunción. Zmarł w kwietniu 2021 roku wskutek powikłań po COVID-19.